# Ad-Dahla
Ad-Dahla – wieś w Syrii, w muhafazie Dajr az-Zaur. W 2004 roku liczyła 2847 mieszkańców.